# Grabniak (Grunwald)
Grabniak (deutsch Grabniak, 1938 bis 1945 Ohmenhöh) ist ein untergegangener Ort in der polnischen Woiwodschaft Ermland-Masuren. Seine Ortsstelle gehört zum Gebiet der Gmina Grunwald (Landgemeinde Grünfelde) im Powiat Ostródzki (Kreis Osterode in Ostpreußen).
Die Ortsstelle Grabniaks liegt südlich des Großen Ohmen-Sees (polnisch Jezioro Wielkie Omińskie, auch Jezioro Wielki Omin) im südlichen Westen der Woiwodschaft Ermland-Masuren, 24 Kilometer südöstlich der Kreisstadt Ostróda (deutsch Osterode in Ostpreußen).
Der kleine ursprünglich Grabitzki – nach 1785 Abbau Grabniak, nach 1871 Grabnieck und nach 1895 Grabniak – genannte kleine Ort bestand lediglich aus zwei kleinen Gehöften. Grabniak war ein Wohnplatz des Gutes Mühlen (polnisch Mielno), das 1928 in der gleichnamigen Landgemeinde aufging. 1938 wurde Grabniak aus ideologisch-politischen Gründen der Abwehr fremdländisch klingender Ortsnamen in „Ohmenhöh“ umbenannt.
1945 kam der kleine Ort mit dem gesamten südlichen Ostpreußen in Kriegsfolge zu Polen und erhielt wieder die – nun aber polnische – Namensform „Grabniak“. Der Ort wurde wohl nicht mehr besiedelt, jedenfalls findet er in den 1950er Jahren bereits keine Erwähnung mehr und gilt als aufgegeben.
Bis 1945 war Grabniak resp. Ohmenhöh in die evangelische Kirche Mühlen (Ostpreußen) (polnisch Mielno) in der Kirchenprovinz Ostpreußen der Kirche der Altpreußischen Union, außerdem in die römisch-katholische Kirche Thurau im damaligen Bistum Ermland eingepfarrt.
Die Ortsstelle Grabniak/Ohmenhöh ist auf einem Landweg von Mielno (Mühlen) aus erreichbar, der dann als Straße bis Omin (Ohmen) weiterführt und dann als Landweg an der Ortsstelle Wola Wysoka (Wahlsdorf) endet.